# 산탄젤로 다리

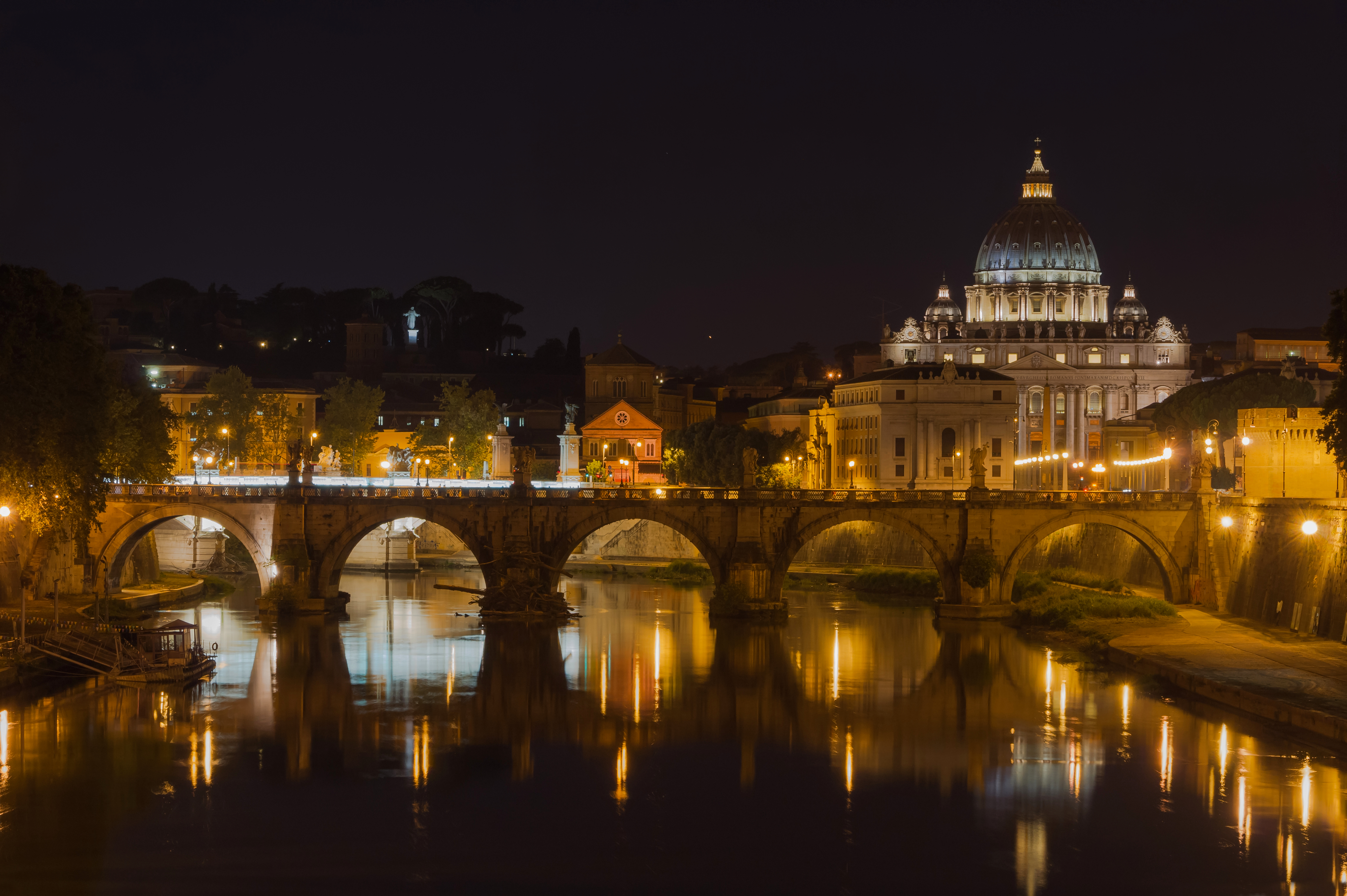
산탄젤로 다리

산탄젤로 다리(이탈리아어: Ponte Sant'Angelo) 또는 하드리아누스의 다리는 로마에 있는 다리 가운데 하나이다. 로마 황제 하드리아누스에 의해 당시 도심 한가운데에 한창 건설 중이었던 그의 영묘(오늘날의 산탄젤로 성)로 가려고 134년에서 139년 사이에 테베레강 위에 건립되었다. 산탄젤로 다리는 온천침전물 대리석으로 되어 있으며, 테베레강 위에 짧은 거리마다 세 개의 아치들을 설치함으로써 강에서부터 중간에 있는 경사로에 의해 가까이 접근하였다. 오늘날 산탄젤로 다리는 철저한 보행용 다리이며, 산탄젤로 성의 아름다운 경치를 보여주는 데 일조하고 있다. 산탄젤로 다리는 리오네 폰테와 리오네 보르고를 이어주고 있다.

## 역사

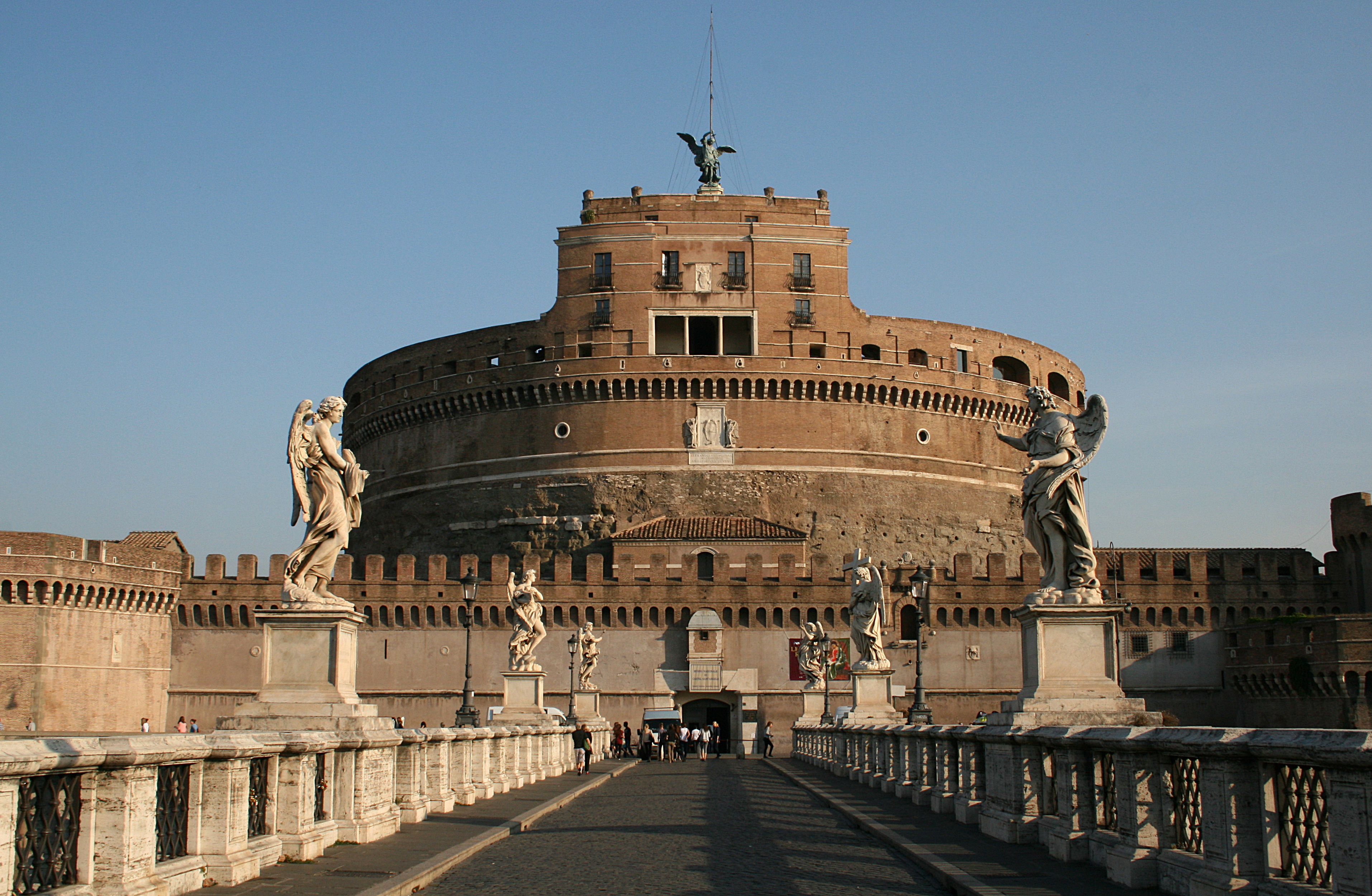
리오네 폰테 쪽 방향의 산탄젤로 다리

과거 순례자들은 이 다리를 통해 성 베드로 대성전으로 갔으며, 그 때문에 “성 베드로 다리” (pons Sancti Petri)라고도 불렸다. 7세기경인 교황 그레고리오 1세의 치세 때, 천사가 성 꼭대기에 나타나 돌림병의 종식을 알렸다는 전설에서 기인하여 성과 다리에 성천사(聖天使)라는 뜻의 산탄젤로(Sant'Angelo)라는 이름이 붙여졌다. 1450년 성년 기간에 엄청난 인파의 순례자들이 산탄젤로 다리의 계단 난간으로 한꺼번에 몰려든 결과, 많은 이가 강물에 빠져 익사하는 사고가 벌어졌다. 이에 순례자들을 위해서 다릿목에 있는 일부 주택뿐만 아니라 로마의 개선문도 아래로 끌어당겨 길을 넓히라는 지시가 떨어졌다.
16세기 이래 몇 세기 동안 산탄젤로 다리는 처형당한 죄인의 시신을 진열하는 장소로 사용하였다. 1535년, 교황 클레멘스 7세는 성 베드로와 성 바오로 두 사도의 조각상들, 그 후에는 네 명의 복음사가들과 총대주교들, 뒤이어 아담과 노아, 아브라함, 모세를 묘사한 조각상들을 추가로 세우는 데 필요한 비용을 마련하려고 산탄젤로 다리를 건널 때마다 통행세를 징수하겠다고 선포하였다. 1669년 교황 클레멘스 9세는 과거 교황 바오로 3세가 등용한 라파엘로 다 몬텔루포를 재등용해 부식한 천사상들에 치장 벽토를 바르라는 지시를 내렸다. 베르니니는 그리스도의 수난 당시 사용되었다고 전해지는 도구들을 손에 든 천사상 열 점의 작품을 만들었는데, 이는 그가 마지막으로 남긴 대작 가운데 하나로 취급받는다. 특히 “I.N.R.I.”라는 글자가 새겨진 두루마리를 지닌 천사상과 가시 면류관을 지닌 천사상 등 두 점의 작품은 처음부터 끝까지 오로지 베르니니 자신의 힘으로만 완성했다. 그러나 이 천사상들은 클레멘스 9세가 자신의 개인적 즐거움을 위해 가져가 버렸으며, 오늘날에는 로마에 있는 산탄드레아 델레 프라테 성당에서 보관하고 있다.

## 천사상들
1. 기둥을 든 천사 (안토니오 라치, 기명은 “Tronus meus in columna”).[1]
2. 채찍을 든 천사 (라차로 모렐리, 기명은 “In flagella paratus sum”).[2]
3. 가시 면류관을 든 천사 (베르니니와 그의 아들 파올로가 조각한 것은 산탄드레아 델레 프라테 성당에 있으며, 현재 다리에 있는 것은 파올로 나르디니가 조각한 복제품이다. 기명은 “In aerumna mea dum configitur spina”).[3]
4. 손수건을 든 천사 (코시모 프란첼리, Respice faciem Christi tui) 보관됨 2012-02-27 - 웨이백 머신.[4]
5. 긴 웃옷과 주사위를 든 천사 (파올로 나르디니, 기명은 “super vestimentum meum miserunt sortem”).[5]
6. 못을 든 천사 (지롤라모 루첸티, 기명은 “Aspicient ad me quem confixerunt”).[6]
7. 십자가를 든 천사 (에르콜레 페라타, 기명은 “uius principatus super humerum eius”).[7]
8. 두루마리를 든 천사 (줄리오 카르타리의 복제품. 기명은 “Regnavit a ligno deus”).[8]
9. 스펀지와 초를 든 천사 (안토니오 지오게티, 기명은 “Potaverunt me aceto”).[9]
10. 창을 든 천사 (도메니코 구이디, 기명은 “Vulnerasti cor meum”).[10]

베르니니가 다리 위의 조각상들을 새로운 것으로 교체하기에 앞서 성 베드로와 성 바오로 두 사도의 조각상들만을 그대로 남겨두었다.

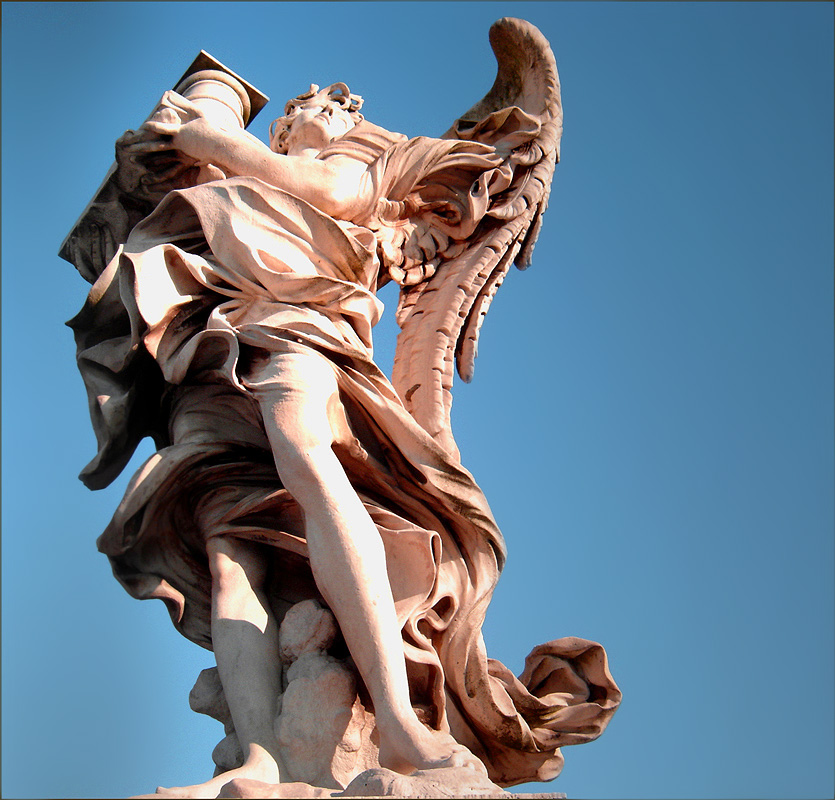
기둥을 든 천사
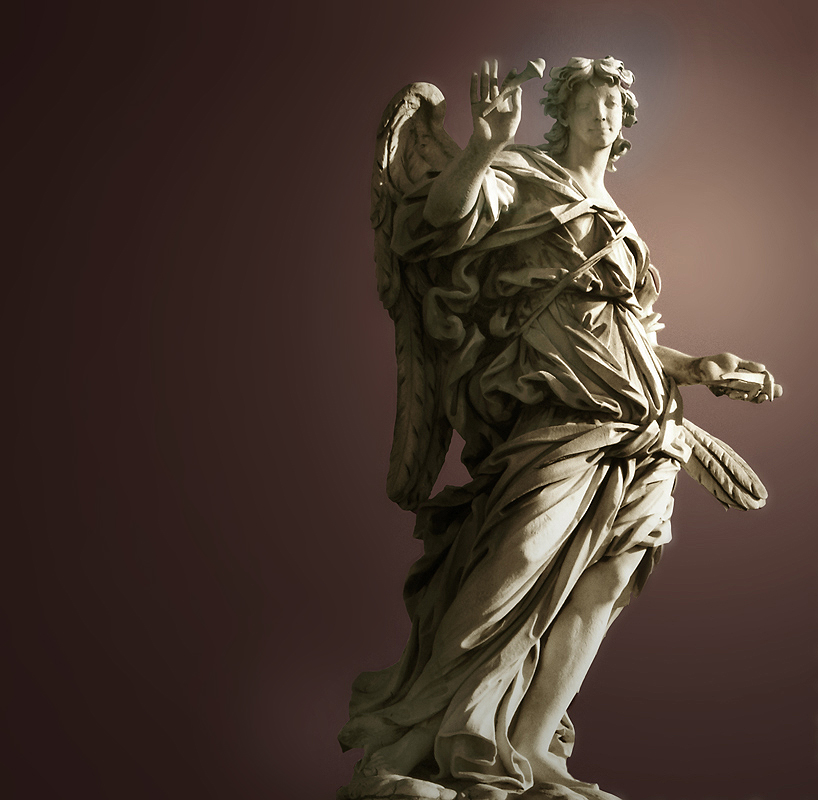
못을 든 천사
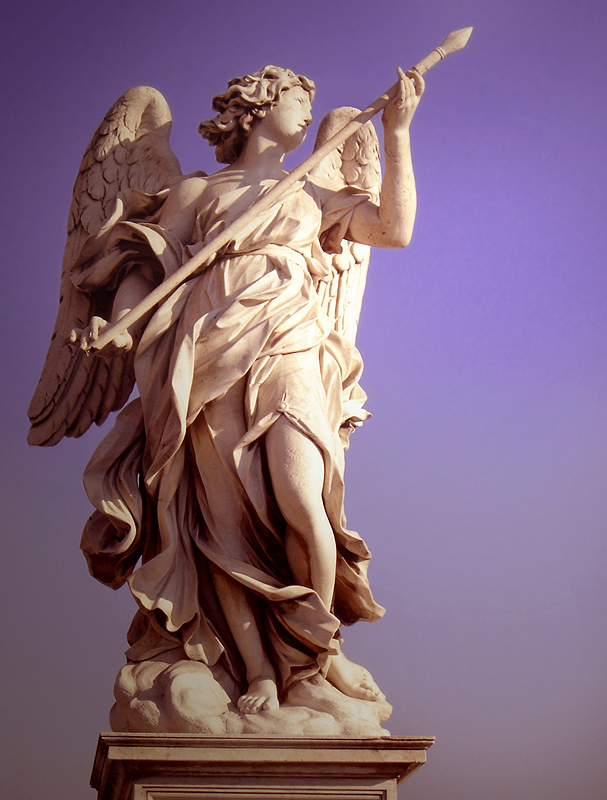
창을 든 천사
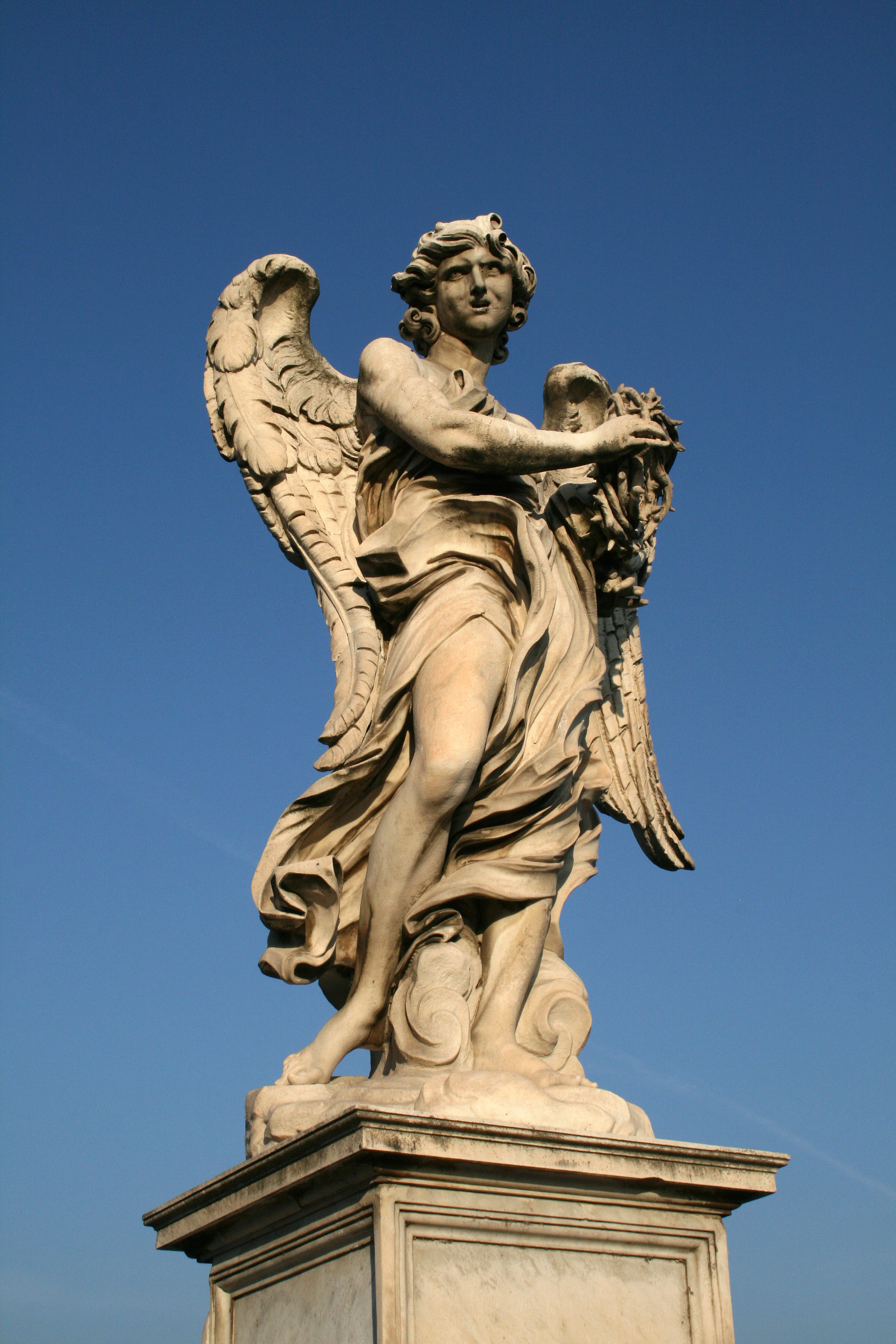
가시 면류관을 든 천사
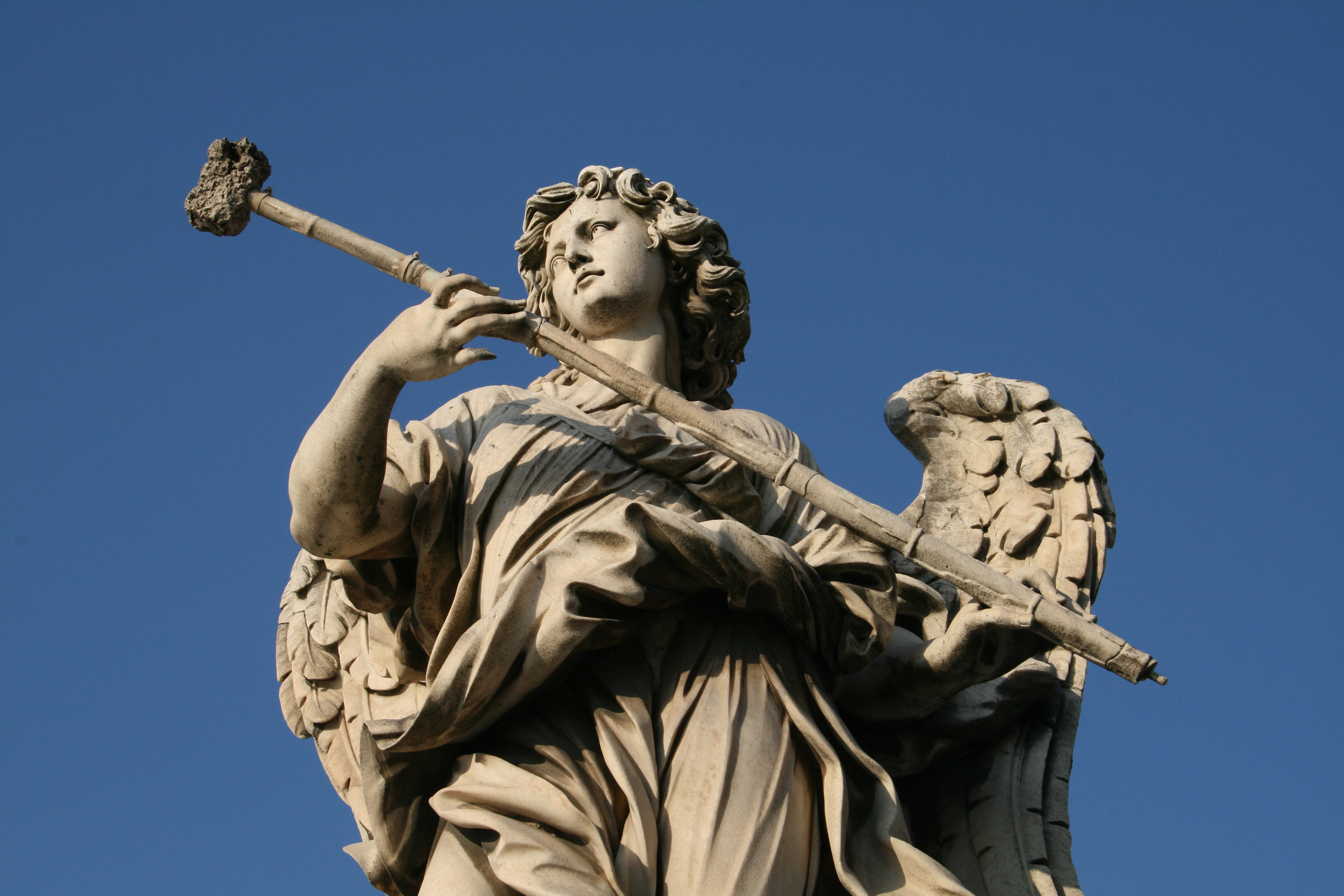
스펀지와 초를 든 천사
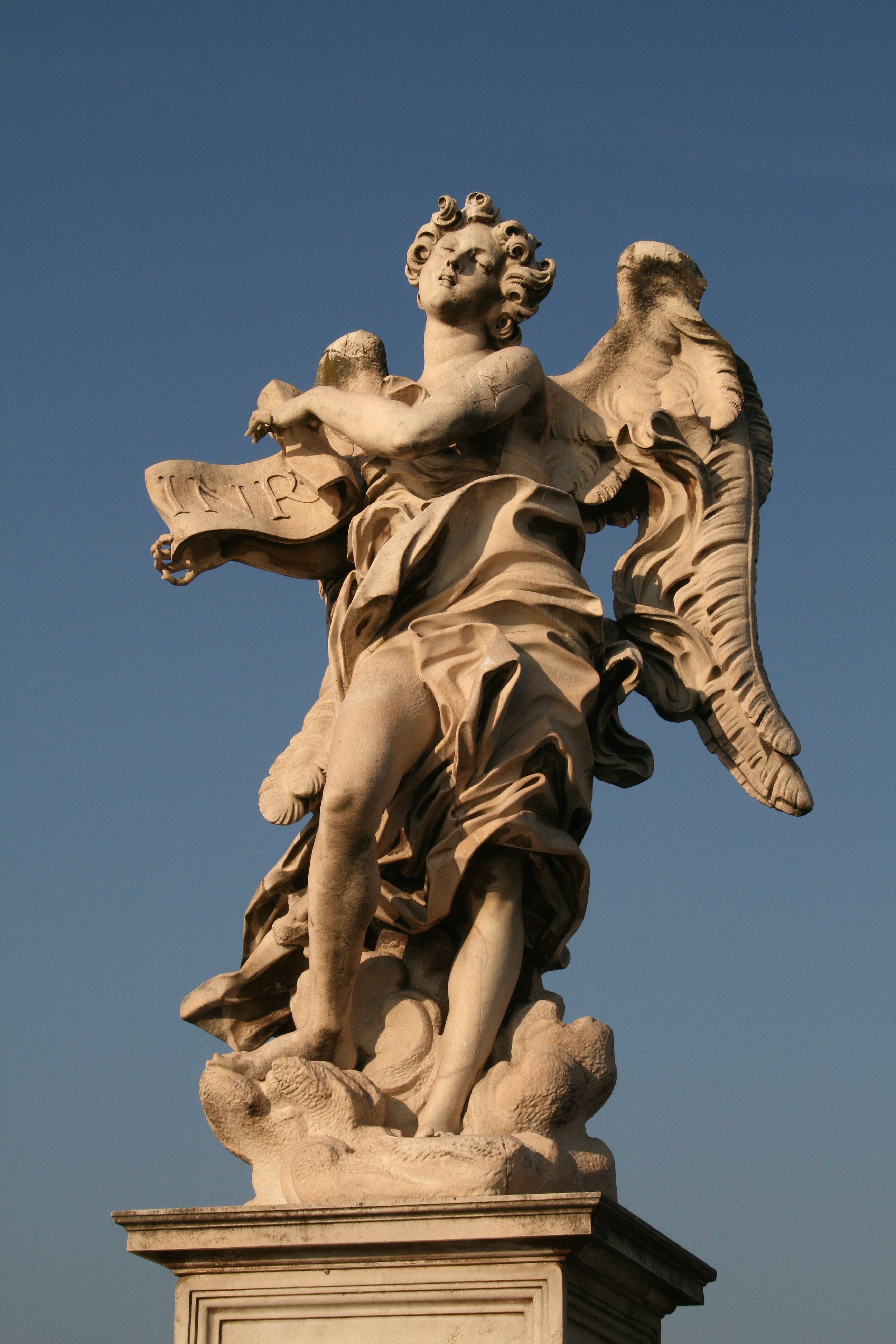
두루마리를 든 천사
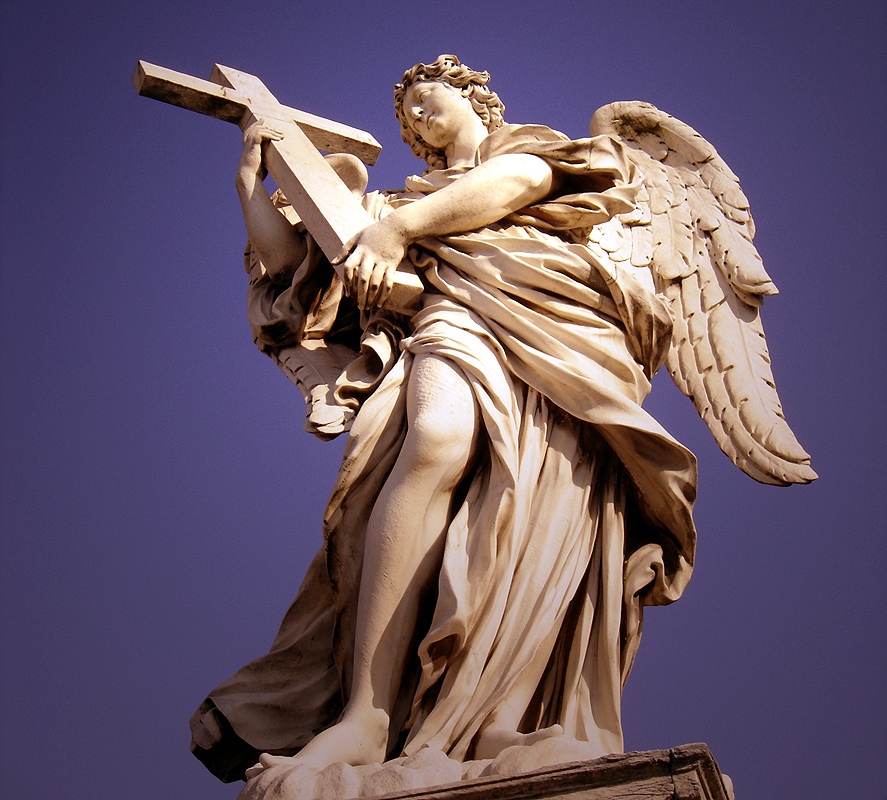
십자가를 든 천사
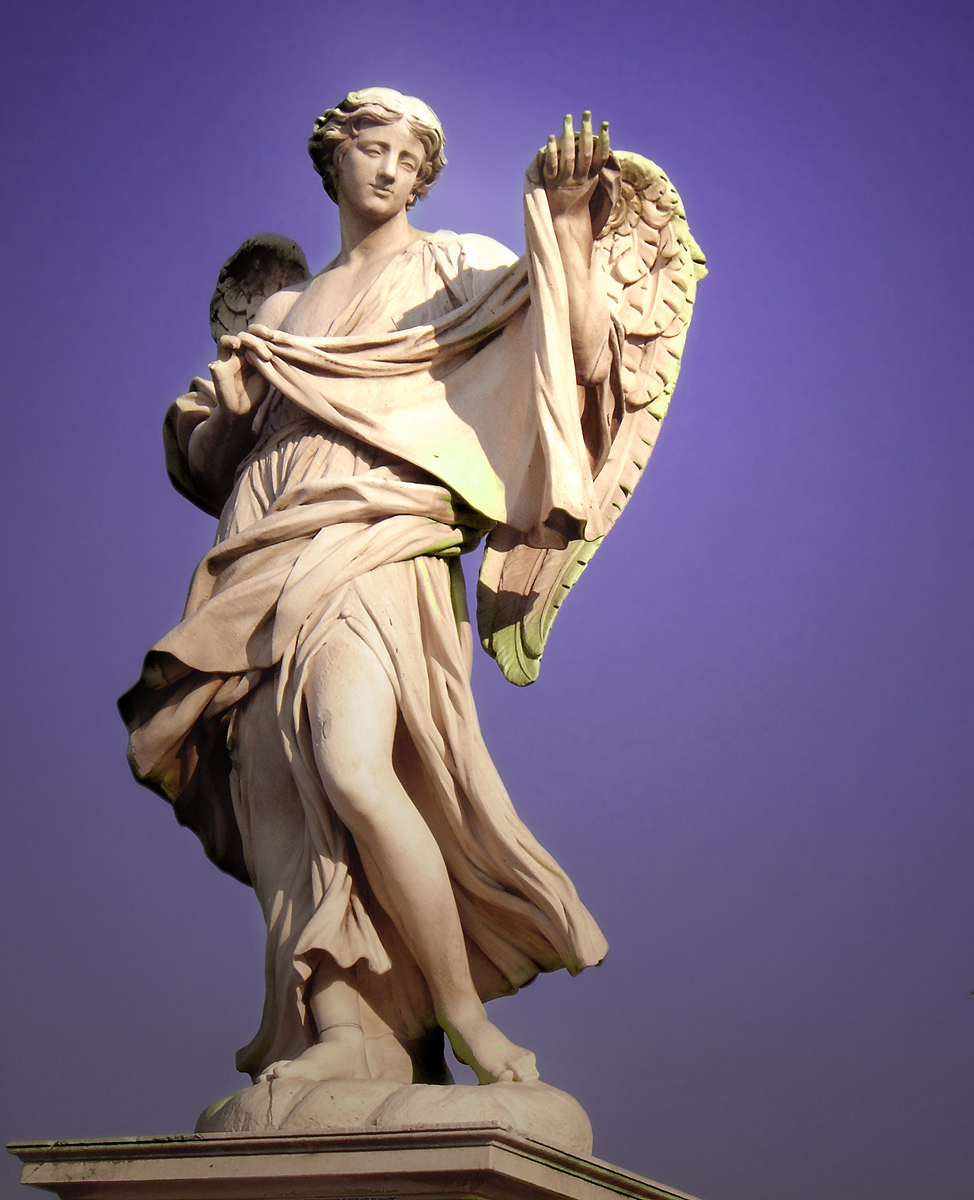
손수건을 든 천사
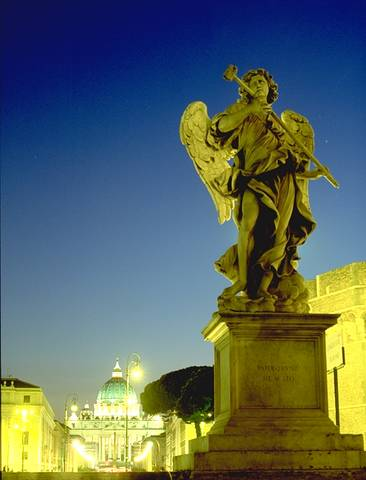
스펀지와 초를 든 천사